# Ecnomus cincibilus
Ecnomus cincibilus är en nattsländeart som beskrevs av Malicky och Chantaramongkol 1993. Ecnomus cincibilus ingår i släktet Ecnomus och familjen trattnattsländor. Inga underarter finns listade i Catalogue of Life.